# Solveig Leo
Solveig Leo (* im November 1943 im Reichsgau Sudetenland) ist eine ehemalige Landwirtin und langjährige Bürgermeisterin der Gemeinde Banzkow. Sie war mit 24 Jahren zur damaligen Zeit die jüngste LPG-Vorsitzende in der DDR. Sowohl in der DDR als auch in der Bundesrepublik erhielt sie hohe staatliche Auszeichnungen.

## Leben
Leo wurde zusammen mit ihrem Bruder und der Mutter nach dem Kriegsende 1945 aus der Tschechoslowakei ins thüringische Pößneck umgesiedelt. Nach dem Besuch der damals noch achtklassigen Schule absolvierte Leo zunächst eine Ausbildung zur Landwirtin im VEG Ludwigshof. Daran schloss sich von 1961 bis 1964 ein Studium an der Fachschule für Landwirtschaft in Weimar an. 
Zum Ende des Studiums wurde Leo mit anderen Kommilitonen zur Landwirtschaftsausstellung agra nach Leipzig geschickt, um dort neue Landmaschinen zu erklären. Dort warb der damalige Vorsitzende der LPG in Banzkow um junge Nachwuchskräfte. Obwohl Leo bereits einen Absolventenvertrag für einen Einsatz in Thüringen hatte, schaute sie sich die LPG im Kreis Schwerin an. Sie löste den bereits geschlossenen Vertrag auf und begann in der mecklenburgischen Gemeinde. Nach einem Jahr wurde sie Viehzuchtbrigadier und im selben Jahr auch Mitglied der SED. 
Im Januar 1968 wurde Leo schließlich, 24-jährig, verheiratet und junge Mutter, zur Vorsitzenden der LPG „Clara Zetkin“ gewählt. Zudem war sie zu dieser Zeit Fernstudentin der Universität Rostock. In der Folge entwickelte sich die LPG zu einer der stärksten im Bezirk Schwerin. 
Leo erfuhr als Prototyp der modernen jungen Frau in der DDR, ähnlich wie z. B. Frieda Sternberg oder Margarete Müller und angesichts ihrer Leistungen zunehmend Aufmerksamkeit bei politisch Verantwortlichen in Berlin und in den DDR-Medien. 1968 sprach sie auf dem X. Deutschen Bauernkongreß in Leipzig. 1969 wurde die erst 28-jährige Solveig Leo mit dem Titel Held der Arbeit geehrt. 1971 wählte man Leo auf dem IX. Parlament der FDJ für einige Jahre in das Büro des Zentralrats der FDJ. Gleichzeitig war sie jahrelang Mitglied der FDJ-Bezirksleitung Schwerin. 
Im Zuge der weiteren Zentralisierung der DDR-Landwirtschaft wurde Leo Vorsitzende der Agrar-Industrie-Vereinigung (AIV) Lewitz. Dieser gehörten 12 LPGen und 3 VEG an, die zusammen 31.000 Hektar Land bewirtschafteten. Hinzu kamen 62.000 Rinder und 36.000 Schweine. Leo leitete die AIV bis zur politischen Wende in der DDR, um sie danach abwickeln zu müssen. Danach arbeitete Leo zunächst kurzzeitig als Beraterin für ökologische Landwirtschaft. Anschließend fand sie bis 2004 Anstellung in einem Nachfolgeunternehmen der AIV. 
Parallel dazu wurde Solveig Leo 1992 als Kandidatin der damaligen PDS zur Ortsbürgermeisterin von Banzkow gewählt. In dieses Amt wurde sie bis 2009 dreimal direkt gewählt und prägte damit ganz wesentlich die Nachwendeentwicklung der Gemeinde. Auch durch ihre Leistung wurde Banzkow im Bundeswettbewerb Unser Dorf soll schöner werden 2008 mit einer von nur acht Goldmedaillen geehrt. Für ihr kommunalpolitisches Engagement erhielt sie am 12. April 2001 das  Bundesverdienstkreuz am Bande. 2011 wurde sie mit dem Verdienstorden des Landes Mecklenburg-Vorpommern geehrt.

## Dokumentarfilm
- Solveig bläst Trompete (DEFA-Dokumentarfilm, Regie: Jürgen Clasen, 1987/88)[2]